# 프랑스 제2공화국
프랑스 제2공화국(Deuxième République, 또는 Seconde République)은 파리에서 공화국이 임시 선포된 1848년 2월 24일부터 루이 나폴레옹 보나파르트가 황제 즉위를 선언한 1852년 12월 2일까지 이어진 프랑스의 공화국이다.
제2공화국은 2월 혁명으로 루이 필리프가 쫓겨남에 따라 7월 왕정의 뒤를 이은 정치 체제로, 이후 루이 나폴레옹 보나파르트가 1851년 쿠데타를 일으키게 되고 쿠데타가 일어난 지 정확히 1년 뒤인 1852년 제2제국이 수립되며 폐지되었다.

## 제2공화국의 수립
1848년 2월 24일 프랑스 2월 혁명은 7월 왕정을 전복시켰다. 이내 르드뤼 롤랭과 라마르틴이 지도하는 임시정부가 세워지고 네 가지 필수적인 정책을 도입한다. 이는 먼저 선거인단을 제한적 선거에서 남성보통선거제로 전환하는 것이었고, 이로써 21세 이상의 전과가 없는 남성들은 모두 투표권을 얻는 것이었다. 이렇게 7월 왕정 시절 24만 명에 불과했던 선거인단이 940만 명으로 증가하게 된다. 둘째, 프랑스 식민지에서 노예제를 철폐하고 셋째 국내에서는 사형제를 폐지한다. 이런 인권을 위한 개혁들을 말미암아 낙관주의적 기류(Illusion lyrique)가 자리잡는다. 프랑스인들은 사회계층에 무관하게 모두 박애주의 정신에 심취한 듯 보였다. 여성들은 비록 선거권은 없었지만 정치클럽들을 통해 정치에 관여하기 시작하고, 루이 블랑과 알베르를 선두로 한 임시정부의 정치인들은 7월 왕정때 소홀히 여겼던 사회적 문제들에 대한 방책들을 구상하기 시작한다.

## 6월 봉기와 제2공화국의 한계
새로 수립된 임시정부는 몇 가지 내부적인 문제를 안고 있었다. 먼저, 임시정부를 구성하던 11인의 인물들은 라마르틴과 르드뤼 롤랭을 제외하곤 정치적 경험이 부족했다. 둘째는 1848년 4월 새로 선출된 의원들은 사회적 문제보다는 정치적 문제들이 먼저 해소되어야 한다 여겼고, 그 결과로 프랑스 2월 혁명 때 핵심적인 역할을 했던 사회주의자들에게 실망감을 유발했다. 이러한 정치적 분열은 파리 실업자들에게 기본생활소득을 보장해 주는 직업 알선소 (ateliers nationaux)의 창설로 극에 달했다. 지방농민들은 직업알선소의 작동을 위해 도입된 세금 인상에 반발했고, 의회를 장악하고 있던 온건우파들은 결국 직업 알선소들을 폐지하고 실업자들을 징병하려 한다. 이에 반대하던 파리 노동자들은 1848년 6월 23일부터 26일까지 6월 봉기를 일으켜 의회와 정부는 전권을 까베냑 장군에게 맡기고, 그는 봉기를 난폭하게 진압한다.

## 루이 나폴레옹의 독재
왕정주의자들의 압력을 받은 임시정부는 안정을 되찾기 위해 언론의 자유와 표현의 자유를 제한한다. 또한, 1848년 11월 4일 개헌을 감행하여 7월 왕정의 수상이 아닌 강력한 대통령을 선출하기로 합의한다. 6월 봉기를 전환점으로 정부는 우파적인 정책으로 전환하게 되고, 보수파들은 사적 재산, 가톨릭 윤리의식과 가족의 보호를 주요 정책으로 하는 "안정당"(Parti de l'Ordre)으로 뭉친다. 하지만 급조된 헌법은 대통령의 권력을 명확히 정의하지 못했고, 어수선한 기류에서 1848년 12월 10일 대통령 선거를 계획한다. 대통령 선거에는 알퐁스 드 라마르틴, 르드뤼 롤랭, 까베냑 장군, 사회주의자 라스파이와 보나파르트주의자이자 나폴레옹 보나파르트의 조카인 루이 나폴레옹 등이 출마한다. 루이 나폴레옹은 팔루 법으로 교회에게 교권을 수여하면서 천주교에 친화적인 정책을 펼친다. 1851년 12월 2일 그는 쿠데타로 권력을 공고히하고, 1852년 12월 2일 개헌으로 프랑스 제2제국을 선포한다.

## 역대 대통령
- 루이 나폴레옹 보나파르트 (1848년~1852년)

## 같이 보기
- 1848년 혁명

## 참고 문헌
1. ADOUMIE Vincent, De la monarchie à la république 1815-1879, Hachette, 2004
2. BARJOT Dominique, La France au XIXè siècle, 1814-1914, PUF, 1995